# Imperturbatia violescens
Imperturbatia violescens é uma espécie de gastrópode  da família Streptaxidae.
É endémica de Seicheles.